# كريس كليري
كريس كليري (بالإنجليزية: Chris Cleary)‏ هو لاعب كرة قدم أمريكي في مركز الوسط، ولد في 2 أغسطس 1979 في واشنطن العاصمة في الولايات المتحدة. لعب مع نادي بارنسلي ونادي كارلسروه.